# Morobe

Localização da província de Morobe, no leste da Nova Guiné.

Morobe é uma das 20 províncias da Papua-Nova Guiné.